# クティリアーノ
クティリアーノ (Cutigliano) は、人口1,455人のイタリア共和国トスカーナ州ピストイア県に存在した基礎自治体（コムーネ）。
2017年1月1日に、アベトーネと合併して、アベトーネ・クティリアーノとなった。

## 文化・観光
「スローシティ」加盟都市である。

## 姉妹都市
- Asnières-sur-Oise、フランス 1990年